# Liste der Monuments historiques in Schorbach
Die Liste der Monuments historiques in Schorbach führt die Monuments historiques in der französischen Gemeinde Schorbach auf.

## Liste der Bauwerke
| Bezeichnung | Beschreibung | Standort               | Kennzeichnung | Schutzstatus | Datum | Bild           |
| ----------- | ------------ | ---------------------- | ------------- | ------------ | ----- | -------------- |
| Beinhaus    | romanisch    | Rue de l’Église (Lage) | PA00107002    | Classé       | 1929  | weitere Bilder |

## Liste der Objekte
| Bezeichnung | Beschreibung                                                          | Standort                     | Kennzeichnung | Schutzstatus | Datum | Bild |
| ----------- | --------------------------------------------------------------------- | ---------------------------- | ------------- | ------------ | ----- | ---- |
| Retabel     | 14. Jahrhundert                                                       | in der Kirche St-Rémi (Lage) | PM57000940    | Inscrit      | 1996  |      |
| Kanzel      | Holz, farbig gefasst und vergoldet, erste Hälfte des 18. Jahrhunderts | in der Kirche St-Rémi (Lage) | PM57000939    | Inscrit      | 1996  |      |